# Страшна Могила
Страшна Могила - скіфський курган IV століття до н. е.. Найбільший курган однойменної курганної групи розташованої на схід від Богданівського кар'єру Орджонікідзевського ГЗК, поруч із СМТ Гірницьке Дніпропетровської області Покровської міськради Дніпропетровської області.

## Конструкція кургану
Курган був висотою 7 м і діаметром 50 м. Вершина кургану була зрита при встановленні тріангуляційного знаку, а насип мав дуже круті схили. По колу курган оточувала крепіда з гранітних каменів, розміри яких доходили до 2 м. Діаметр кільця крепіди становив 48 м, висота кладки 2 м. Могильна яма була виявлена в центрі кургану, по обидва боки від неї залягав великий глиняний викид, який утворював вали довжиною до 13 м, шириною 4-5 м и висотою 1 – 1,3 м.
Вхідна яма була прямокутної в плані форми 4х1,5 м, витягнута із заходу на схід. Глибина ями – 6,9 м. По мірі заглиблення вона розширялася на рівні дна і досягала розмірів 5х2,5 м. У стінках ями за 0,25 м від дна, по-колу був проритий жолоб глибиною 15 см та шириною 10 см. До середини глибини яма була засипана чорноземом, а нижче, до самого дна гранітним та вапняковим камінням. Хід в поховальну камеру, шириною 3,5 м, знаходився в північній стні вхідної ями. Поступово розширяючись він утворював трапецієподібне в плані поховальне приміщення розмірами 5,5х3,5 – 5 м. У східній стіні, на рівні дна камери була влаштована кругла ніша (0,8 м діаметром).

## Поховання

### Основне поховання
Поховання було пограбовано ще у давні часи, а кістки небіжчика перемішані. На початковому місці лежала лише кістка лівого стегна, що дає можливість припускати, що небіжчик лежав в західній частині камери головою на північний-захід. У глині над місцем поховання на різних рівнях було виявлено золоту намистину та золоті бляшки, 19 у вигляді трикутника із зерню, та 1 у вигляді трилисника на гілочці. Поруч були виявлені два кістяних руків'я від залізних ножів. Окисли бронзи на гомілках та заліза на ребрах та кістках тазу вказують на те, що небіжчика було поховано в кнемідах та залізному панцирі.
Перед виходом із камери була виявлена велика кількість кісток вівці із окислами бронзи, вірогідно, початково вони знаходилися в казані, який був забраний грабіжниками. Також в різних місцях гробниці було виявлено три залізні дротики, спаяні між собою окислом, фрагмент меча, який не дозволяє реконструювати його форму та 9 цілих і 7 фрагментованих бронзових стріл.
Ніша що розташовувалася в стіні була зайнята посудом. На її дні зберігся відтиск від округлодонного кубка. Перед виходом з поховальної камери, вздовж її східної стіни, лежав скелет чоловіка приблизно 40 років, скоріше за все – слуги або воїна. Померлий лежав головою на північ із злегка розкинутими в боки кінцівками. Поруч із його лівою рукою знайдено колчанний набір та залізний ніж, а на правій руці – залізний браслет.

### Поховання коня
За 1,6 м на захід від вхідної ями була розташована могила коня. Розміри ями 2,3х0,8-1 м, глибина 1,8 м. Земля у поховані була фактично відсутня, що вказує на існування перекриття, яке не зберіглося. Скелет коня лежав головою на схід в бік вхідної ями. Ноги підігнуті під тулуб. На черепі коня збереглася збруя, яка складалася з залізних вудил та псалій, 6 бронзових блях, бронзового наносника із зображеннями в звіриному стилі, 2 фігурних нащочників із зображеннями птахів, 2 бронзових ворварок та підпружної бляшки.